# Jacobus Antonius Nicolaas Travaglino
Jacobus Antonius Nicolaas Travaglino (Haarlem, 19 september 1831 - 's-Gravenhage, 23 mei 1905) was een Nederlandse politicus.
Travaglino was een Amsterdamse advocaat uit een Haarlemse koopmansfamilie, die zeventien jaar het katholieke district Druten vertegenwoordigde. Hij behoorde tot de rechtervleugel van de katholieken, die zich keerde tegen kiesrechtuitbreiding, leerplicht en afschaffing van de plaatsvervanging bij het leger. In de Kamer sprak hij vooral over onderwijs en justitie.
- Biografisch Portaal: 65128972
- Digitale Bibliotheek voor de Nederlandse Letteren: trav001
- Parlement.com: vg09llazlqys